# Rosa Poppius

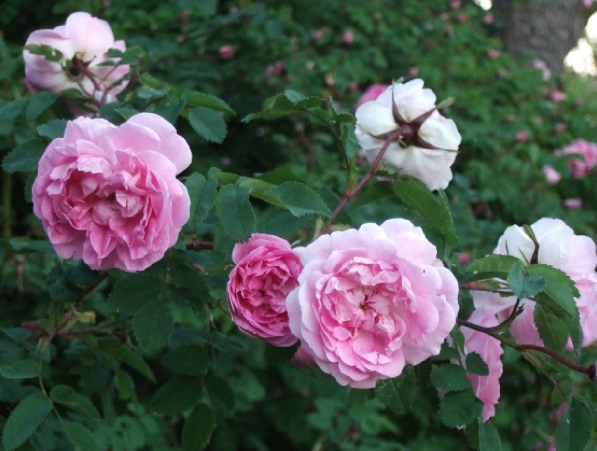
Rosa Poppius

'Poppius' är en buskros, som vanligen räknas till spinosissimarosorna. Sorten anses vara en hybrid mellan bergros (R. pendulina) och pimpinellros (R. spinosissima), vilket skulle innebära att den botaniskt tillhör häckros (Rosa × reversa).
'Poppius' har rosa, små halvt fylldblommiga blommor på röda grenar och med ljusgrönt bladverk. Den har medelstark doft. Blommar rikligt i 3–4 veckor och kan ge enstaka blommor även senare på säsongen. Den bildar talrika, vackra rödbruna nypon. Rosen är utomordentligt härdig och klarar vintrar ända upp i nordligaste Norrland (zon 8). Den är anspråkslös, lättodlad och i allmänhet frisk. I södra Sverige kan rosen bli upp till 2,5–3 m hög, i nordligare delar av landet blir den meterhög.
'Poppius' som är uppdragen av Carl Stenberg vid Lantbruksakademiens Experimentalfält i mitten av 1800-talet tillägnades Gabriel Poppius, som var direktör för Lantbruksakademien från 1838 till sin död 1856 och som var Stenbergs vän och chef. Den är en av få rosor med svenskt ursprung och kallas ibland även Rosa stenbergii, men det namnet är inte giltigt publicerat och kan inte användas som vetenskapligt namn.
'Poppius' utnämndes till årets POM-ros 2012 och har på Svenska Rosensällskapets initiativ tillsammans med en grupp medlemmar från Projektet odlad mångfald (POM) utsetts till landskapsros för Härjedalen.